# Мелеагриде
Мелеагриде су у грчкој митологији биле кћерке краља Енеја, Мелеагрове сестре.

## Митологија
Када је њихов брат Мелеагар умро, толико су јадиковале и плакале, да их је богиња Артемида напокон претворила у истоимене птице, односно бисерке, морке (Numida sp.). Потом их је пренела на острво Лер, где су обитавали грешници и где су једном годишње оплакивале свог брата. Према неким ауторима, све жене које су плакале за Мелеагром су доживеле исту судбину. Мелеагриде Еуримеда и Меланипа су претворене у птице, али Горга и Дејанира нису, а захваљујући Дионису. Заправо, оне су најпре претворене у птице, али је Дионис наговорио Артемиду да им врати људски облик. Он је то урадио вероватно зато што је Дејанира била заправо његова кћерка, коју је имао са Алтејом, Енејевом супругом.

## Тумачење
Према наводима Роберта Гревса, постојао је култ Артемидиних бисерки на Леру. Заправо, поштоваоци ове богиње су се уздржавали од птичјег меса, управо из овог разлога. Птице су гајене у светилишту, највероватније Артемидином, јер их је она ствроила додиром палице и према Атенеју, постојали су и свештеници тамо.